# Матюши (Витебская область)
Матюши (бел. Мацюшы́) — агрогородок в Полоцком районе Витебской области Беларуси. В составе Азинского сельсовета.

## География
Рядом шоссе Н3202. Ближайшие сельские населённые пункты Кевлы, Перхальщина, Бело-Матейково; ближайшие города Новополоцк, Полоцк, Верхнедвинск.

### Гидрография
На левом берегу реки Званица (левый приток реки Дрисса).
Местность характеризуется плавным переходом от приречной низины (район Хутор) к равнинной местности (ул. Школьная от начала до магазина), а затем к возвышенности (район Контора), на которой расположена наиболее старая часть села и большая часть ул. Школьная.

## История
В 2011 году деревня Матюши преобразована в агрогородок.
До 27 октября 2013 года Матюши входили в состав Адамовского сельсовета.

## Население
- 2019 год — 192 жителя (перепись населения)

## Улицы
- Школьная
- Садовая
- Приречная

## Культура
- Дом культуры
- Музей ГУО "Матюшевская базовая школа имени П. Е. Куприянова Полоцкого района"

## Достопримечательность
- Памятник погибшим землякам.
- Памятная доска Давиду Ивановичу Кахадзе — председателю колхоза «Заря». Установлена в 2013 году.